# Академія образотворчих мистецтв (Лодзь)
Академія образотворчих мистецтв у Лодзі (пол. Akademia Sztuk Pięknych im. Władysława Strzemińskiego w Łodzi) — вищий навчальний заклад, заснований 1945 року.
Університет має чотири відділи — графіки та живопису, тканини й одягу, архітектури та дизайну, візуальної освіти.
Університет був заснований у 1945 році, як Громадська академія мистецтв у Лодзі. Першим ректором університету був Леон Ормезовський. Біля витоків Академії образотворчих мистецтв були відомі місцеві художники, зокрема, Владислав Стржемінский та Штефан Вагнер, а також художники з-за кордону: Феліджан Щенсни Коварський, Роман Модзелевський, Людвік Тірович, Владислав Дашевський та Стефан Бирський.